# Château de Villandry

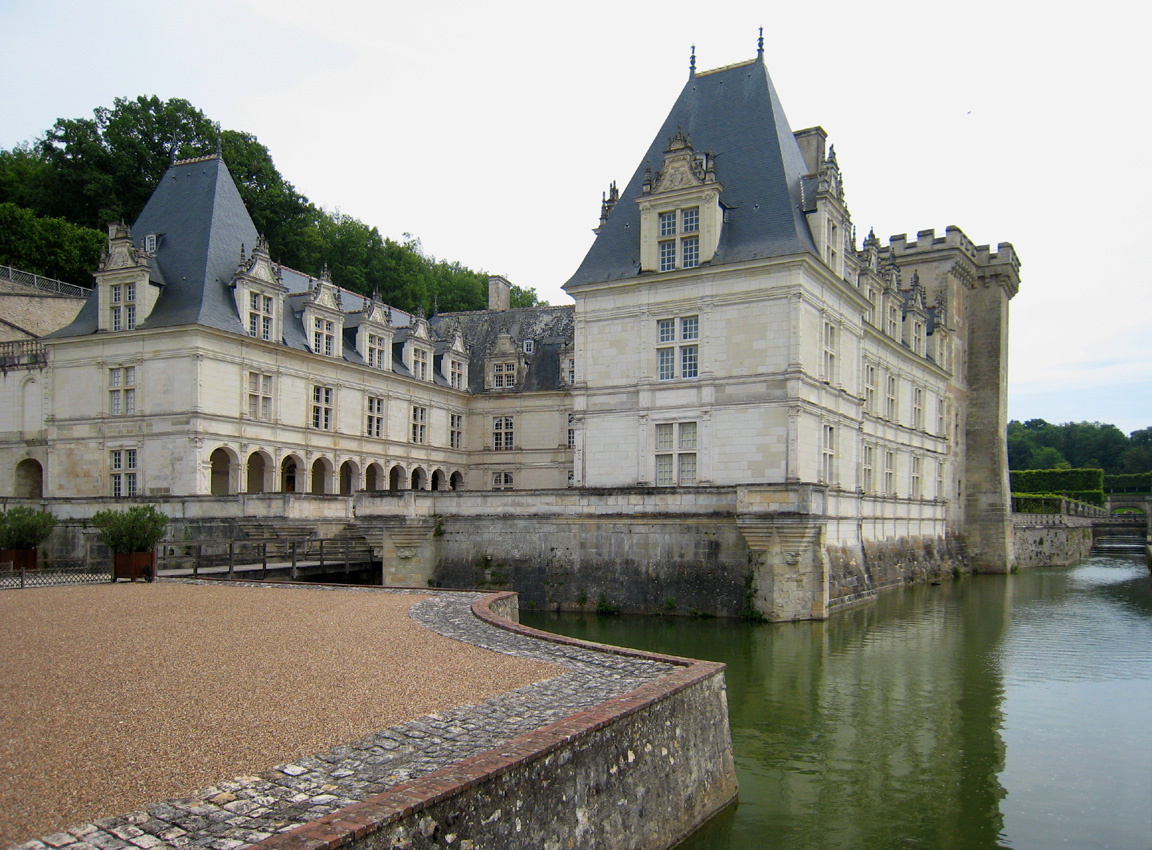
Château de Villandry, Hofseite und Schlossgraben

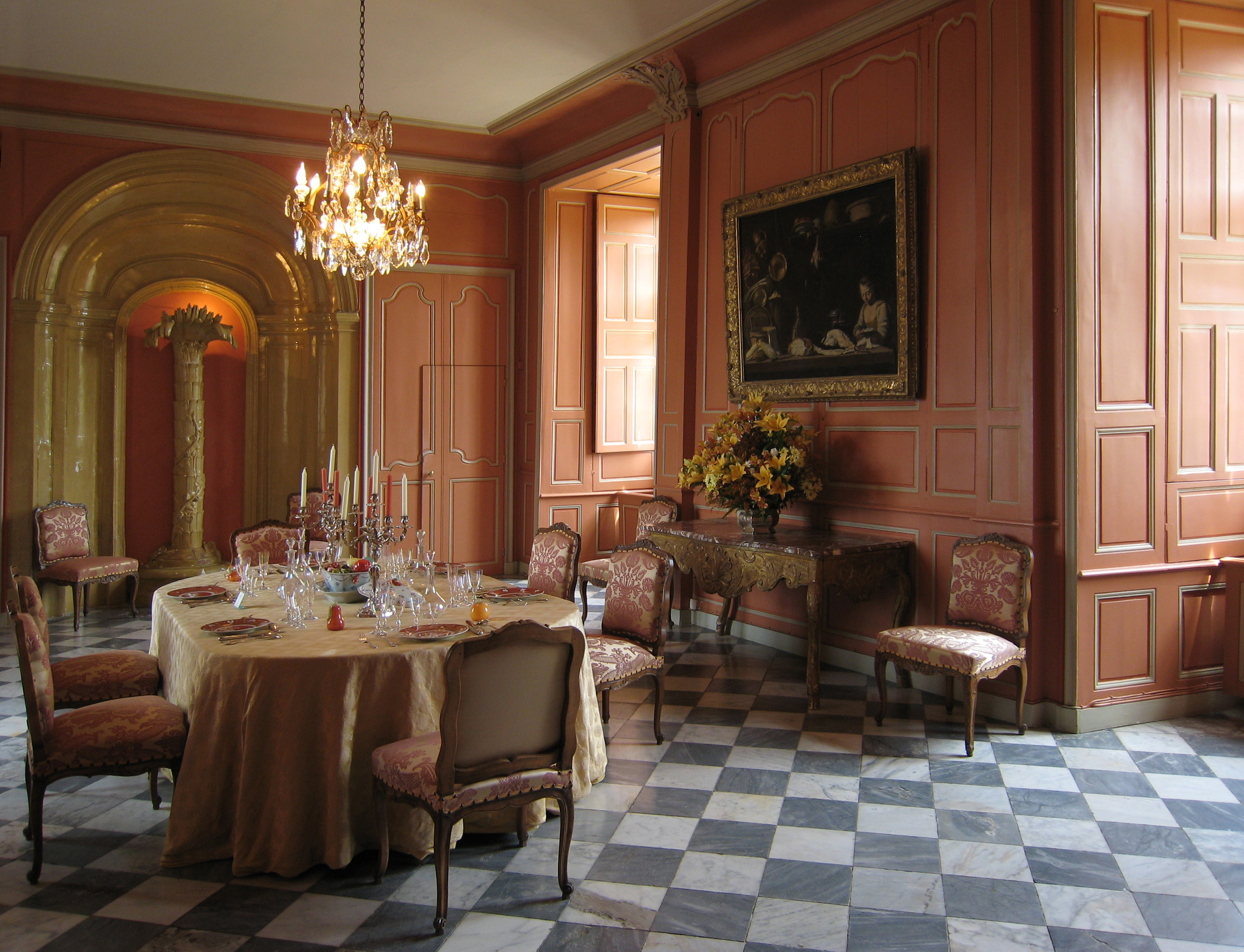
Château de Villandry, Esszimmer

Château de Villandry ist ein Schloss 15 Kilometer westlich der Stadt Tours  in Frankreich. Die Gemeinde Villandry liegt am Cher und ist die letzte Gemeinde vor dessen Mündung in die Loire.

## Geschichte
Im Vorgängerbau des Schlosses, der Festung von Colombier aus dem 12. Jahrhundert, unterzeichnete Heinrich II. Plantagenet, König von England, nach seiner Niederlage gegen Philipp II. Auguste, König von Frankreich, am 4. Juli 1189 den Frieden von Colombier.
Das heutige Schloss wurde von Jean Le Breton, Finanzminister unter Franz I., erbaut. Die gotische Festung wurde dazu 1532 bis auf die Fundamente und den Bergfried abgerissen. Das Schloss, als eines der letzten an der Loire im Renaissancestil gebauten Schlösser, wurde zusammen mit einem großen Garten 1536 fertiggestellt. Mittelalterliche Elemente wie dekorative Türmchen und Pechnasen und italienischer Einfluss fehlen fast ganz. Dieser einfachere, vollkommen französische Stil kündigt mit seiner Dachform die Schlösser Anet, Fontainebleau und den Stil der Zeit Heinrichs IV. an.
1705 übernahm der aus einer provenzalischen Familie stammende Marquis de Castellane das Schloss und ließ es nach den Komfortansprüchen des 18. Jahrhunderts umbauen. Der Garten wurde als englischer Landschaftsgarten angelegt. 1823 erwarb die Familie Hainguerlot den Besitz, der bis 1897 in Hand der Familie blieb. 1906 wurde das Schloss von Joachim Carvallo und der reichen Amerikanerin Ann Coleman gekauft und restauriert. Sie ließen die französischen Gärten im Stil des 16. Jahrhunderts im Einklang mit der korrigierten Renaissance-Architektur des Schlosses anlegen. Seit 1920 ist das Schloss öffentlich zugänglich. Der heutige Besitzer, Henri Carvallo, ist der Urenkel von Joachim Carvallo.

## Gärten

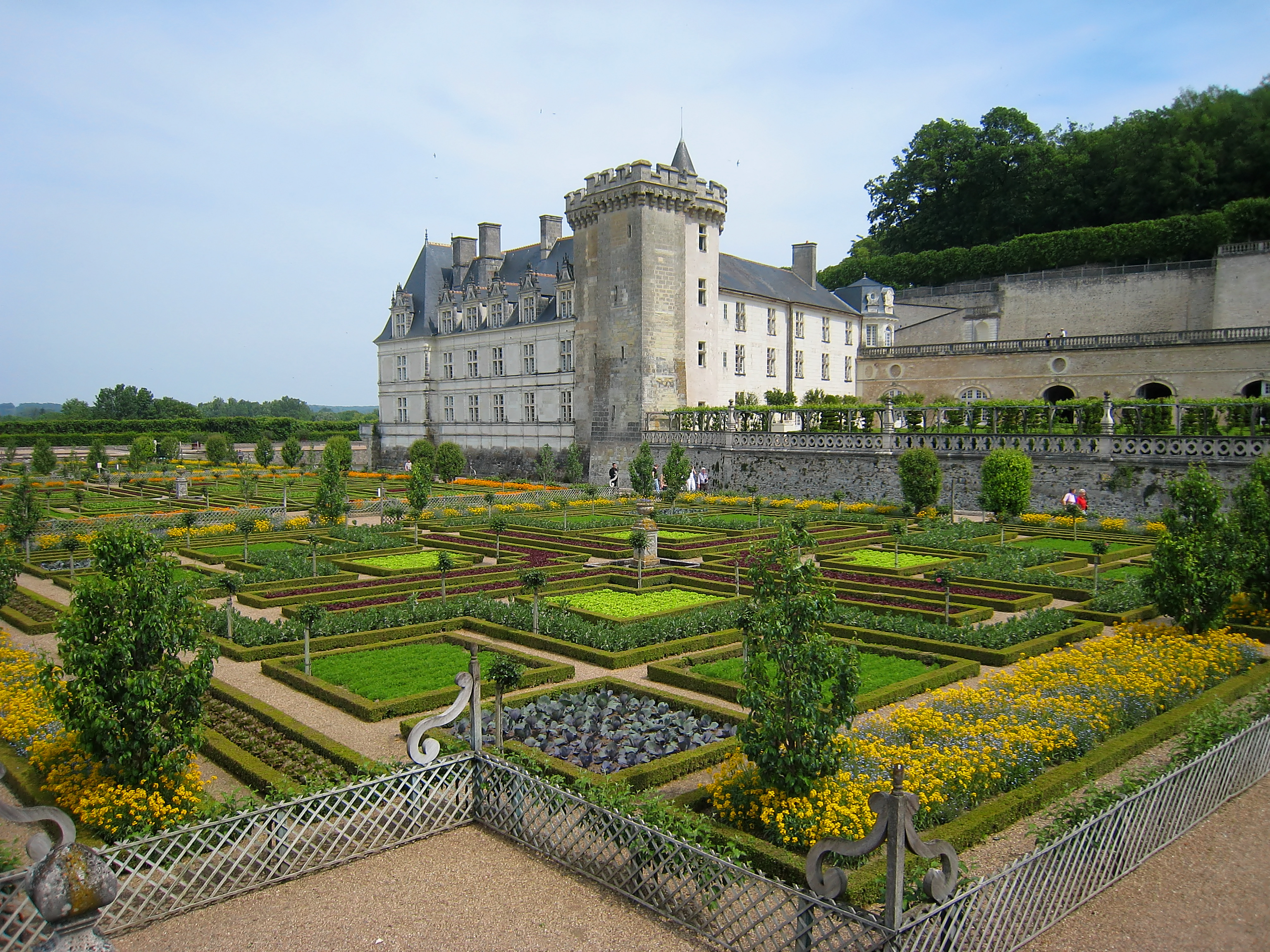
Schloss Villandry, Gemüsegarten

Die nach alten Stichen, Plänen und Gartenratgebern rekonstruierten Gärten befinden sich auf drei Ebenen. Zuoberst liegen der Sonnengarten und nahe dem Schloss die Terrassenanlagen mit dem Belvedere, etwas tiefergelegt, der Wassergarten. Sein Wasserbecken speist die Gartengräben, die in die Schlossgräben (Gräften) übergehen. Die Wasseranlage des Gartens wird vom Fluss Vieux Cher gespeist.

### Ziergärten
Auf der Ebene darunter befinden sich Ziergärten mit Ornamentbeeten aus Buchsbaum. Der „Garten der Liebe“ direkt hinter dem Schloss ist in Quadraten angelegt, die die zärtliche, leidenschaftliche, unbeständige und tragische Liebe symbolisieren. Er wurde von Antonio Lozano und Javier de Winthuysen angelegt. Weiters gibt es einen Kreuzgarten und einen Musikgarten. 1970 wurde ein Kräutergarten angelegt, 2008 ein Sonnengarten. Seit 2009 werden die Gärten giftfrei bewirtschaftet.

### Küchengarten
Über die unterste Ebene erstreckt sich der vielfarbige Küchengarten, der aus neun Quadraten besteht. Die in schachbrettartig angeordneten, mit Buchs eingefassten Kompartimenten gezogenen Gemüsepflanzen aller Art dienen nur zur Zier. Es finden sich unter anderem Rotkraut, Endivien, Lauch, Rote Beete, Salatköpfe und Mangold. An den Kreuzungen der Wege stehen Springbrunnen, an den Ecken Lauben mit Rosen. Konisch in Form geschnittene Birnbäume wurden in den Beeten selber gepflanzt. Die Bepflanzung der Quadrate wird jedes Jahr rotiert, um Bodenerschöpfung vorzubeugen.
Diese Art der Bepflanzung geht auf das Mittelalter zurück. In Klöstern wurden Gemüsebeete oft in geometrischen Formen angeordnet und mit hochstämmigen Rosenstöcken verschönert. Die Fontänen, Gartenlauben und Blumenbeete in Villandry zeigen dagegen den italienischen Einfluss auf die Gartenbaukunst.

### Bedeutung
Schloss Villandry ist vor allem wegen seiner Gärten berühmt, die ein seltenes Beispiel für eine komplette Gartenanlage der Renaissance bieten – auch wenn es sich um eine Rekonstruktion handelt. Sie sind Gegenstand vieler Betrachtungen zur Gartenbaugeschichte.

Ansichten der Gärten von Villandry
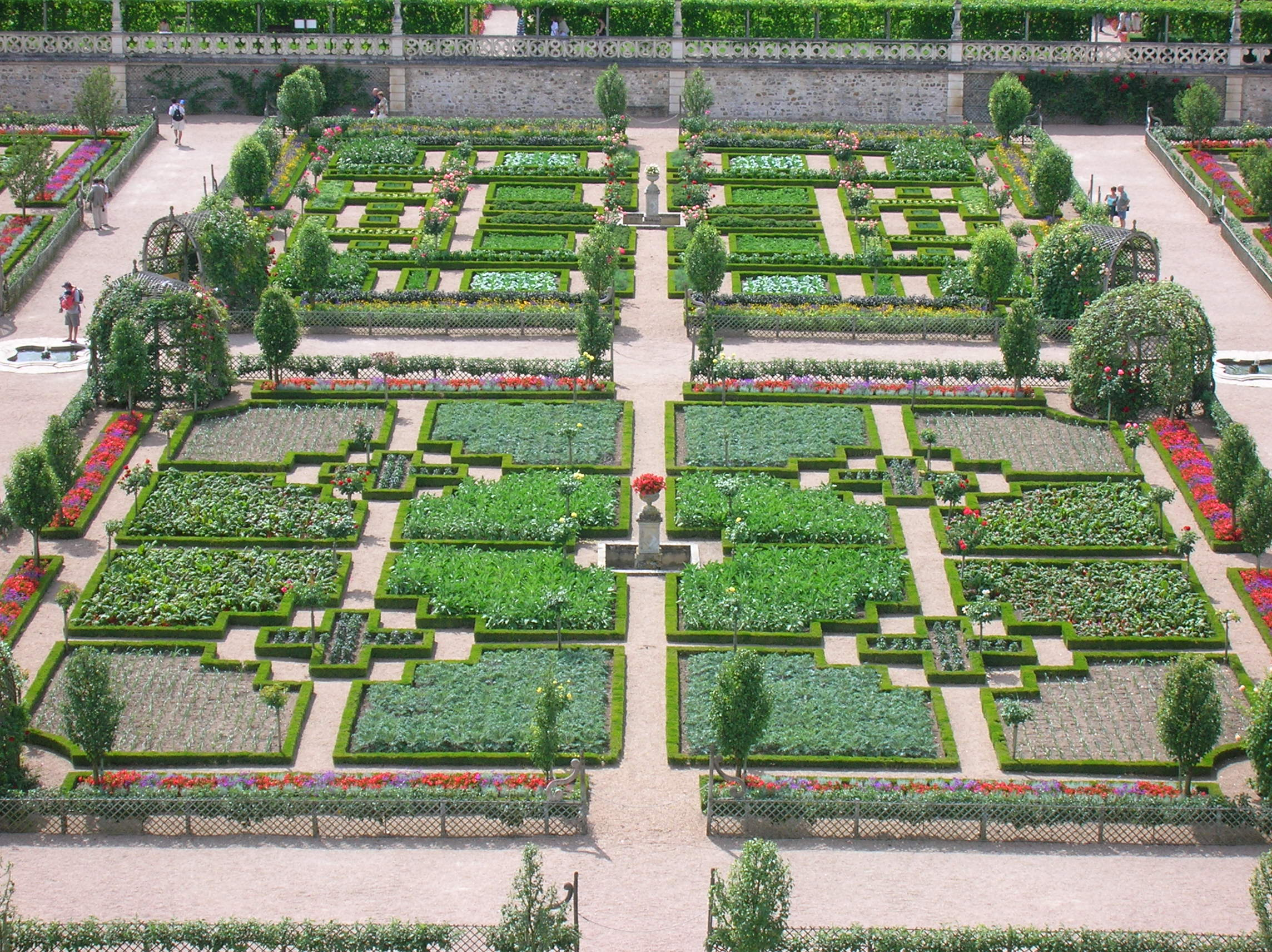
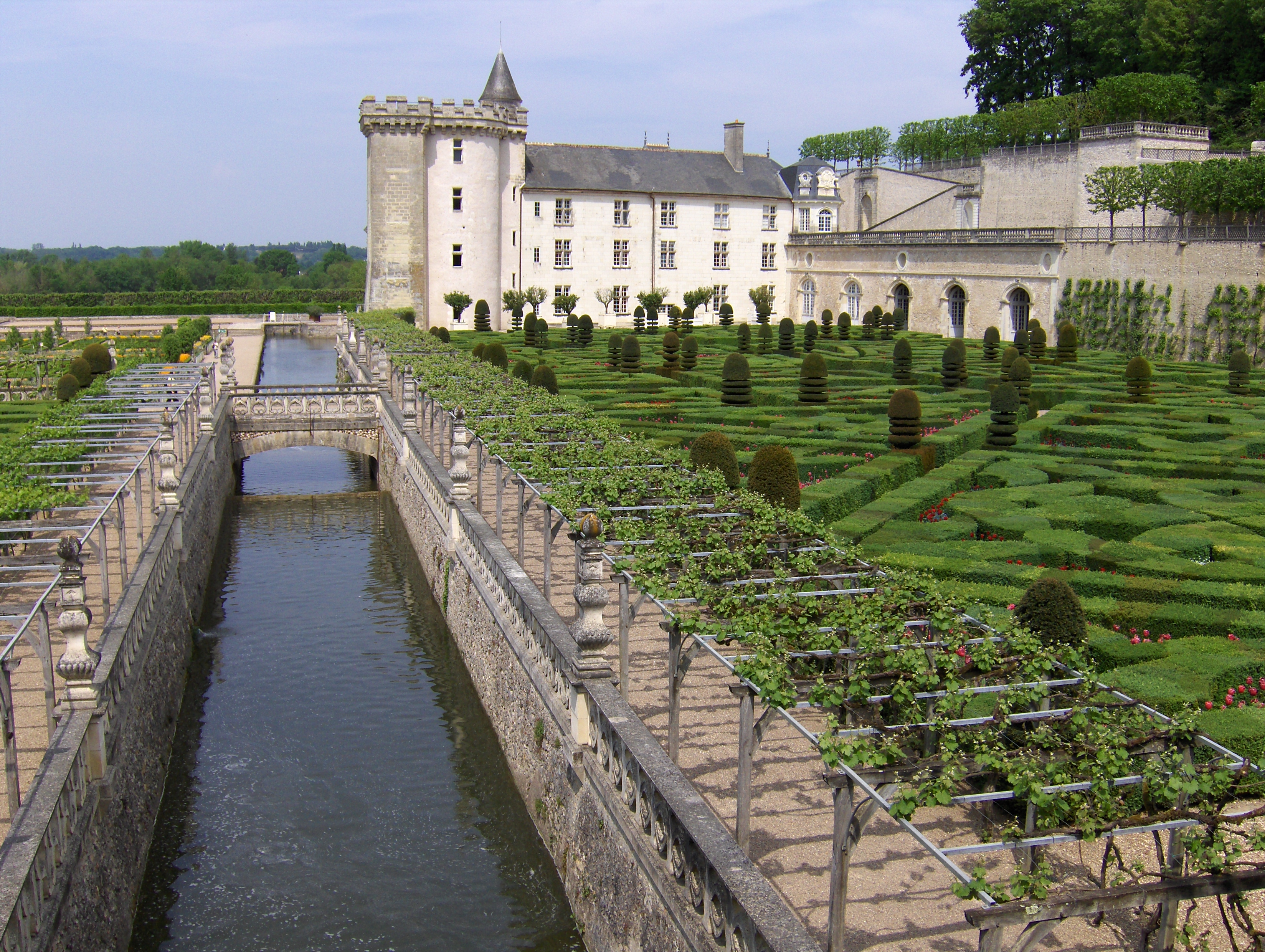
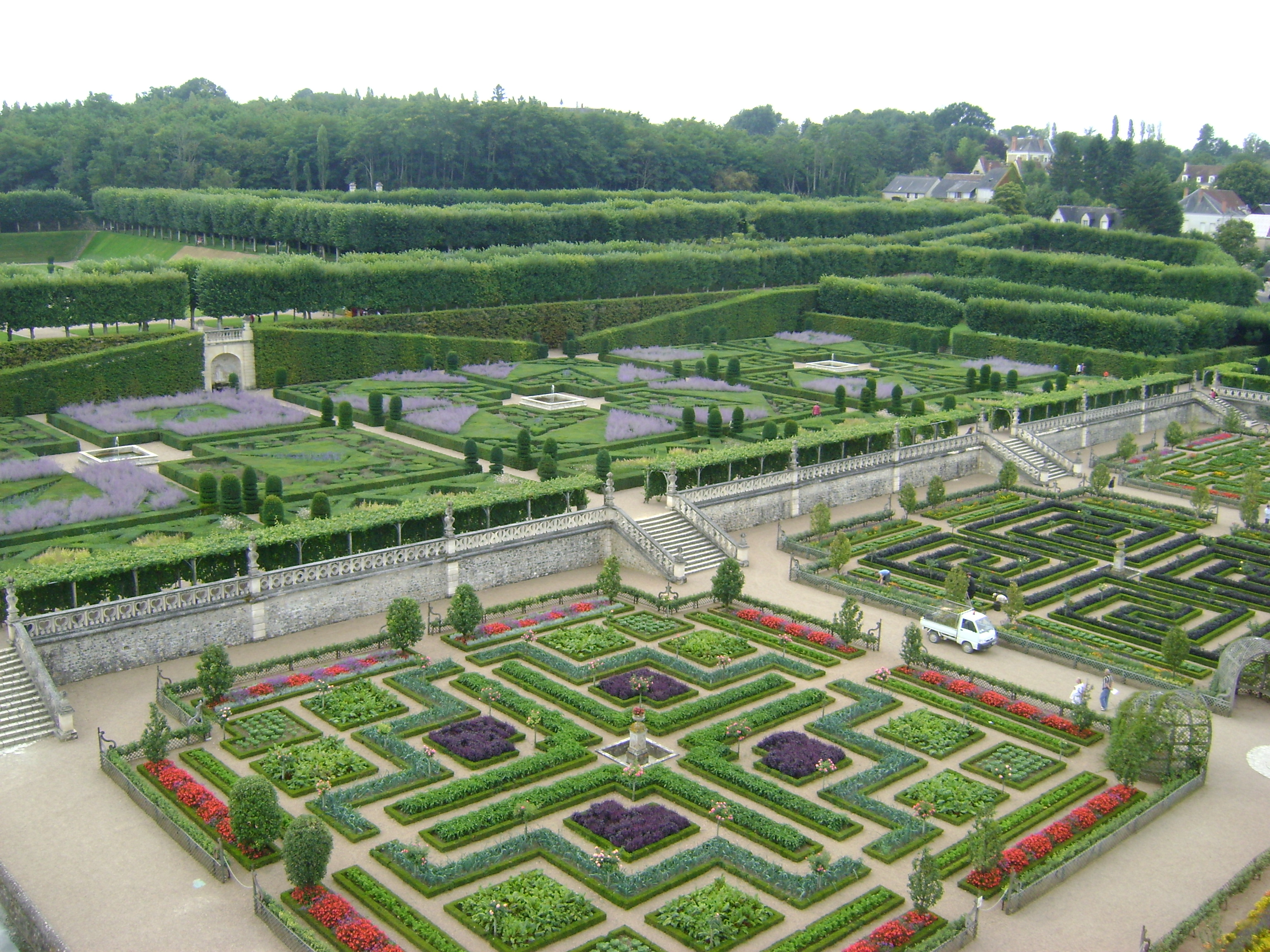
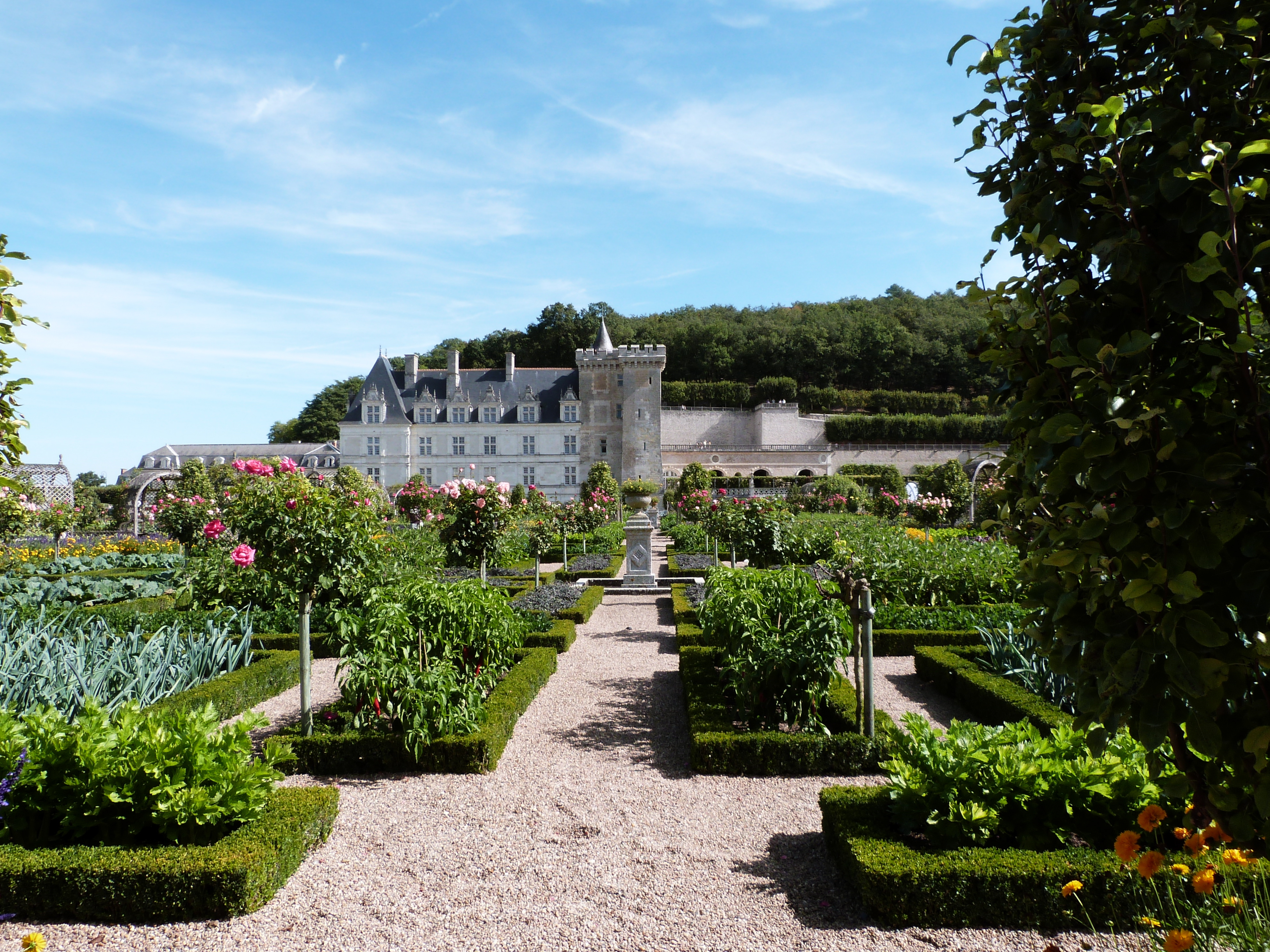
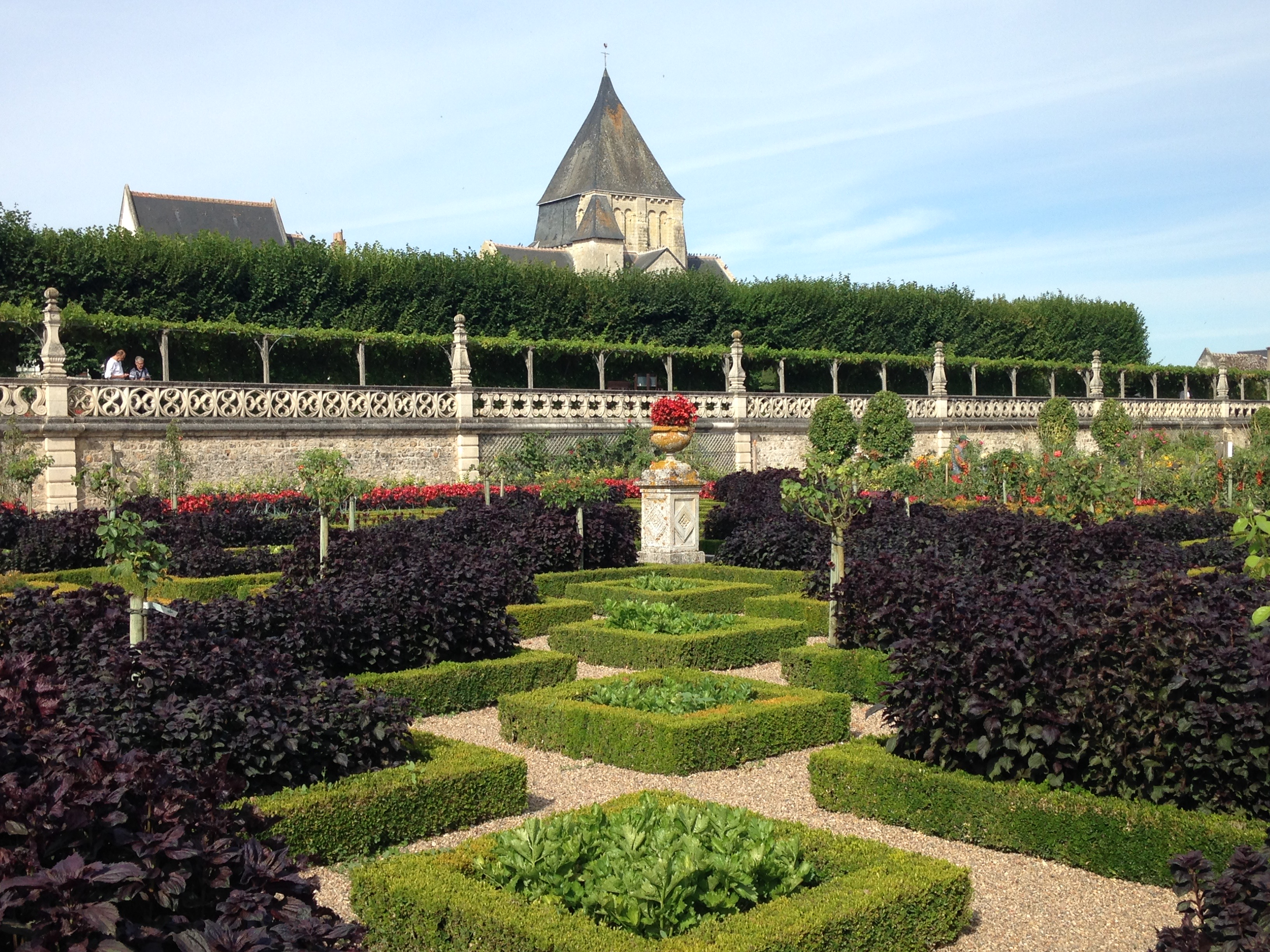
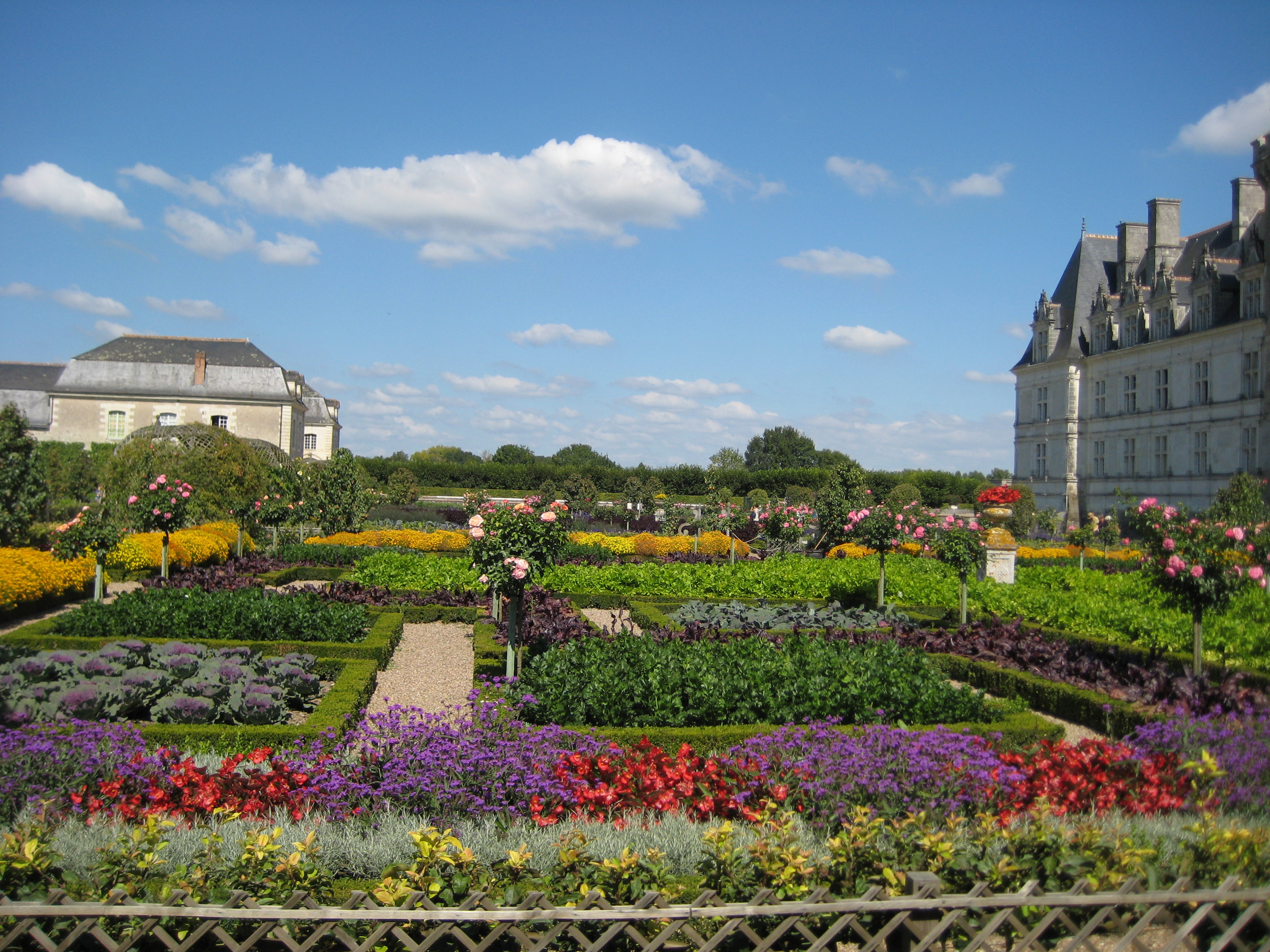
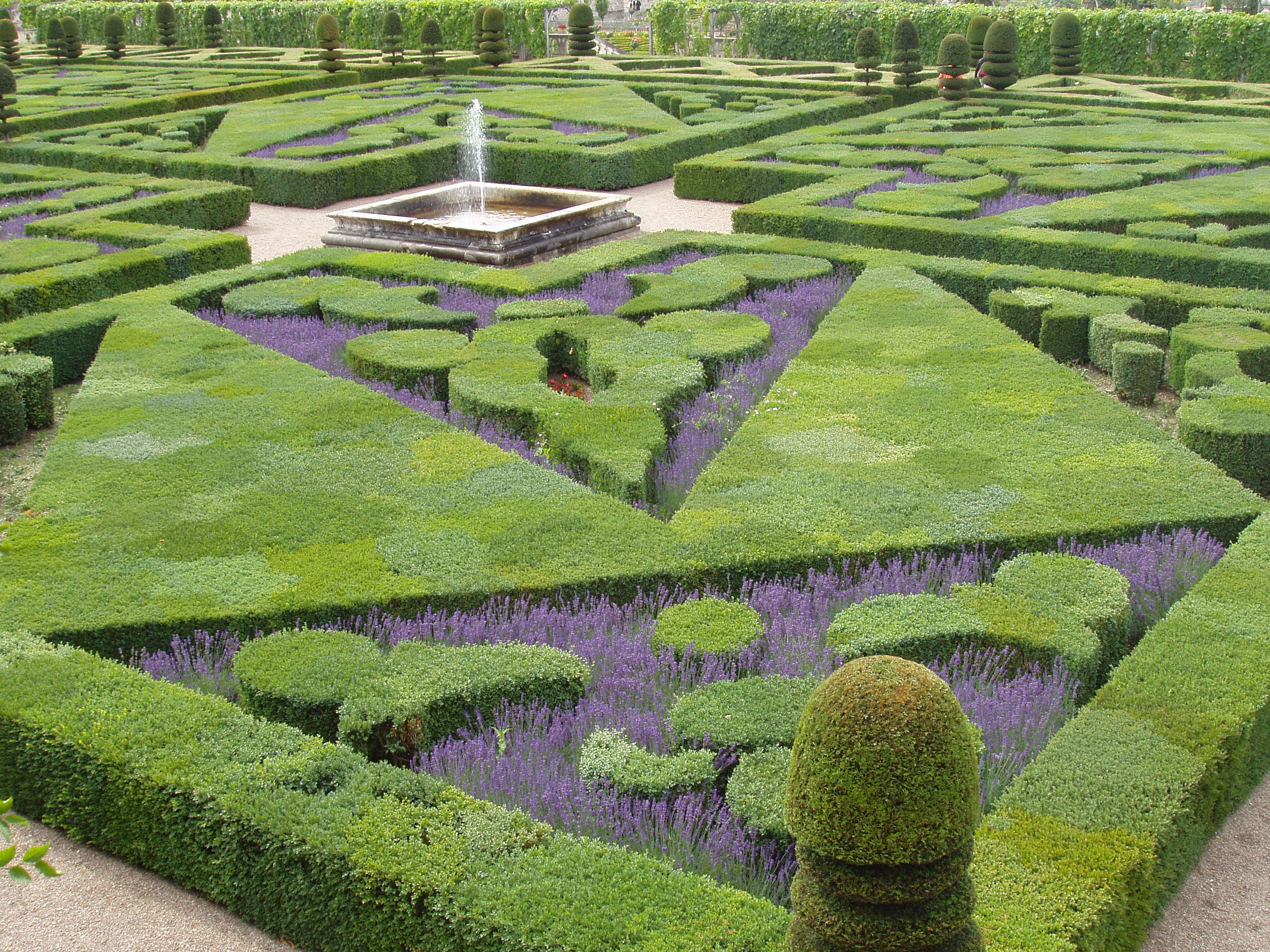
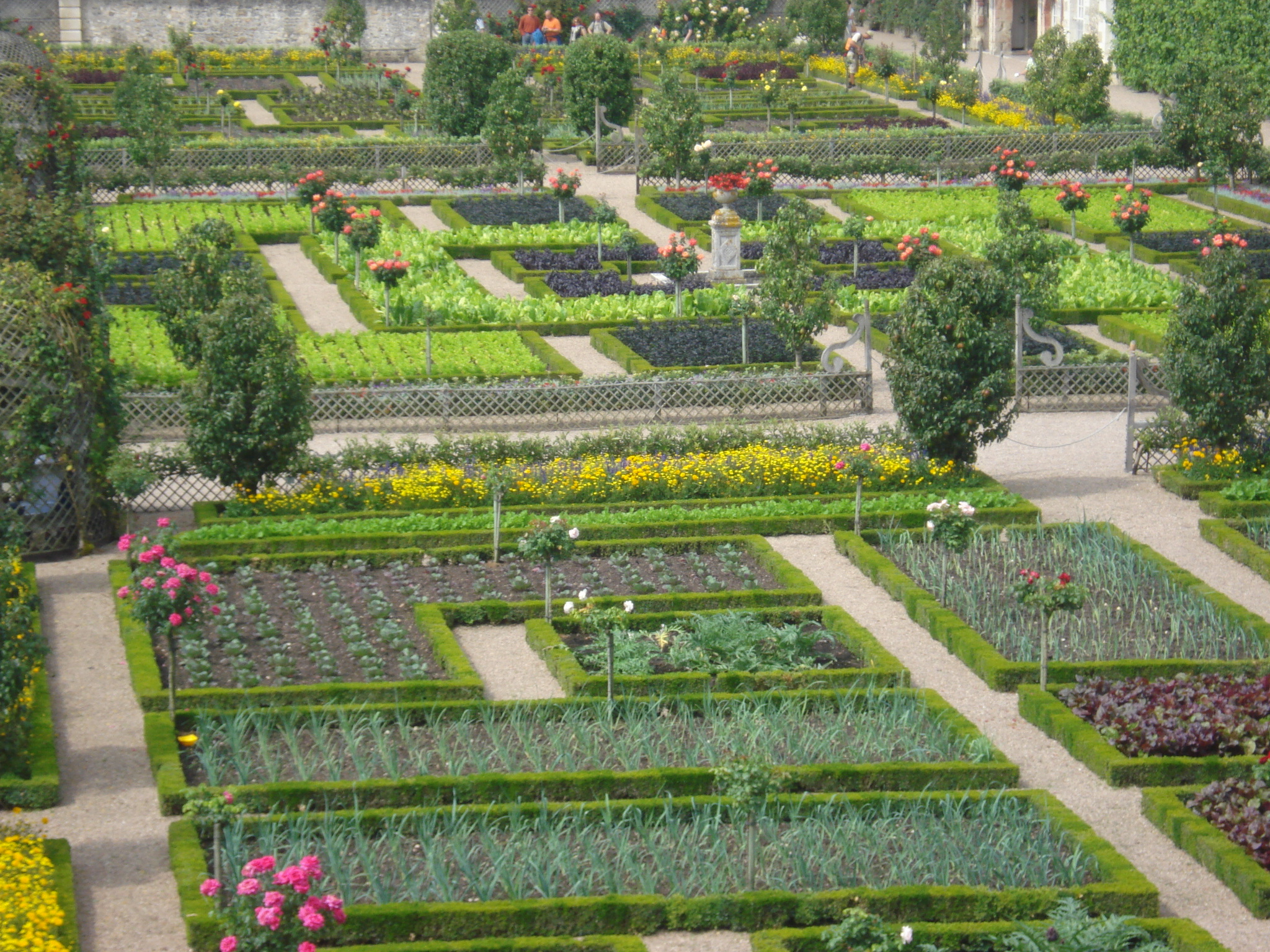
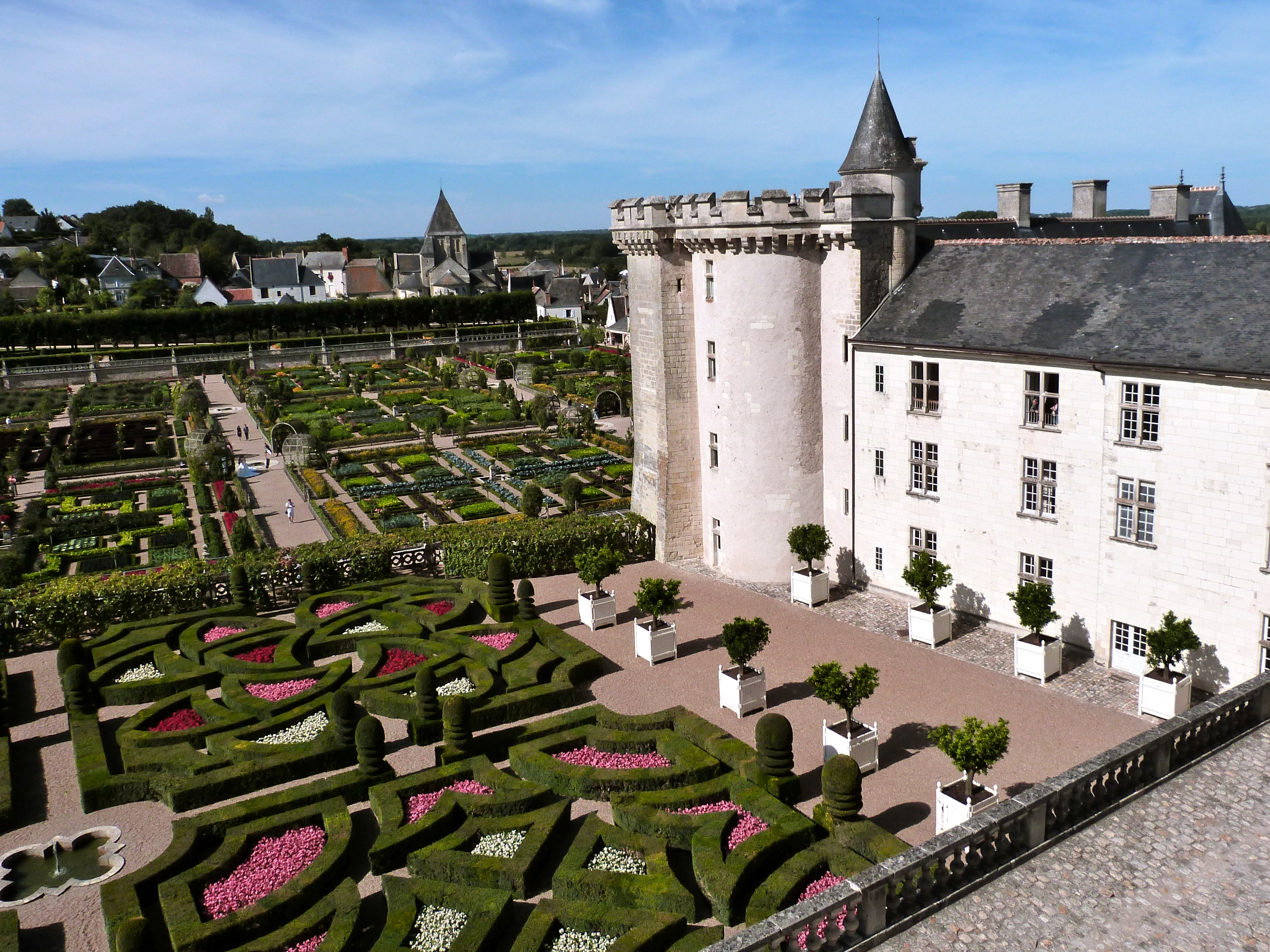
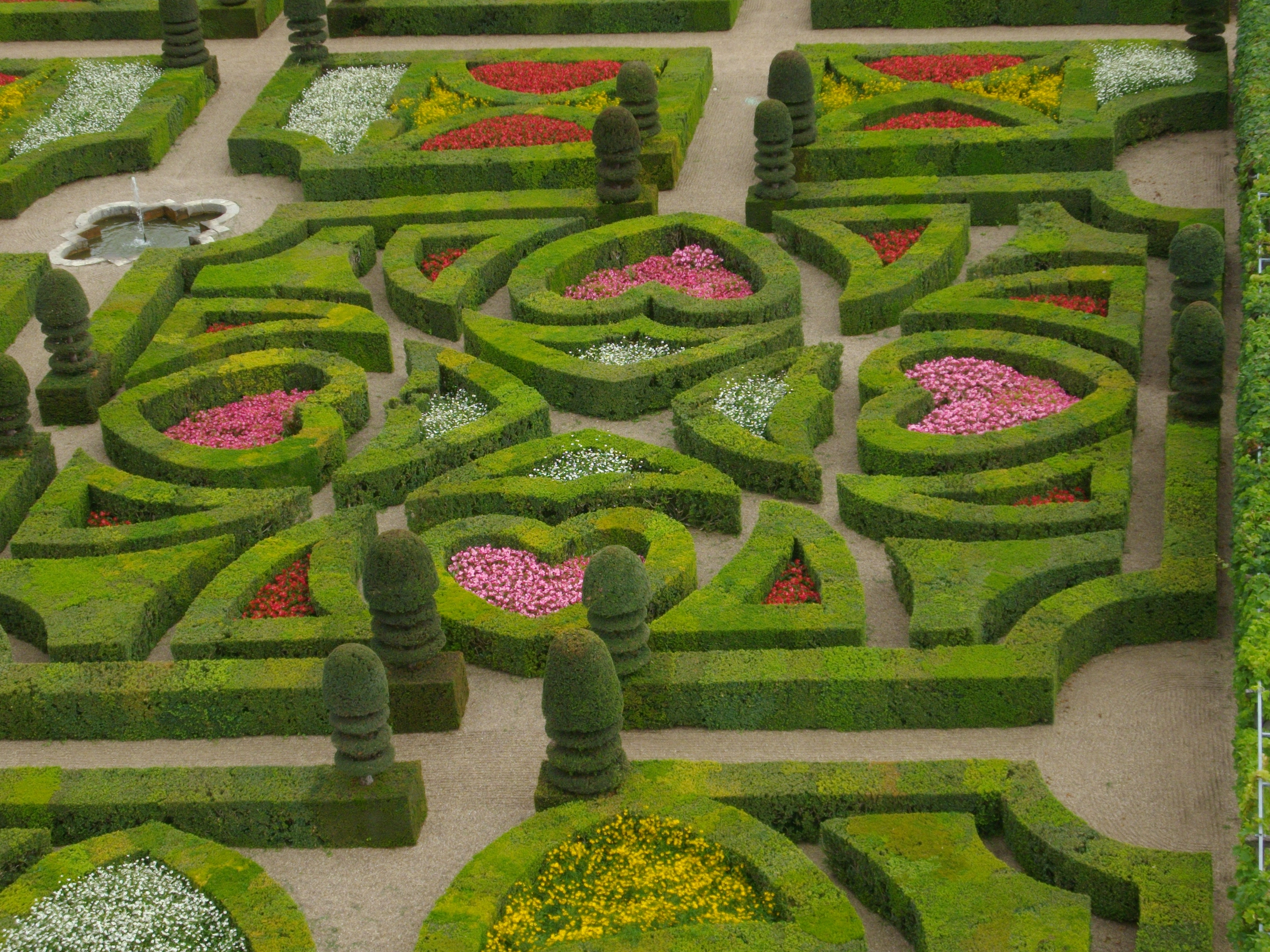
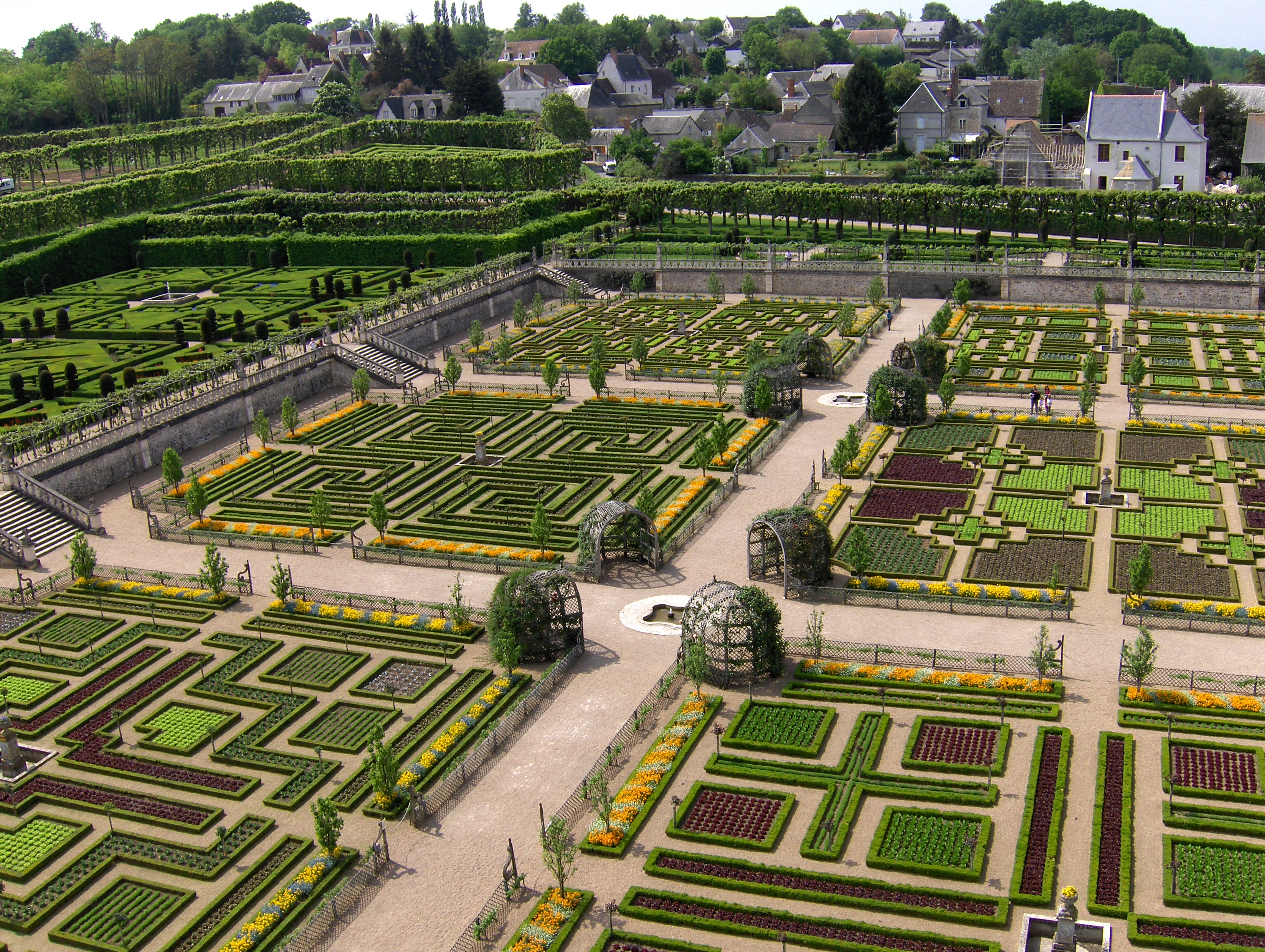
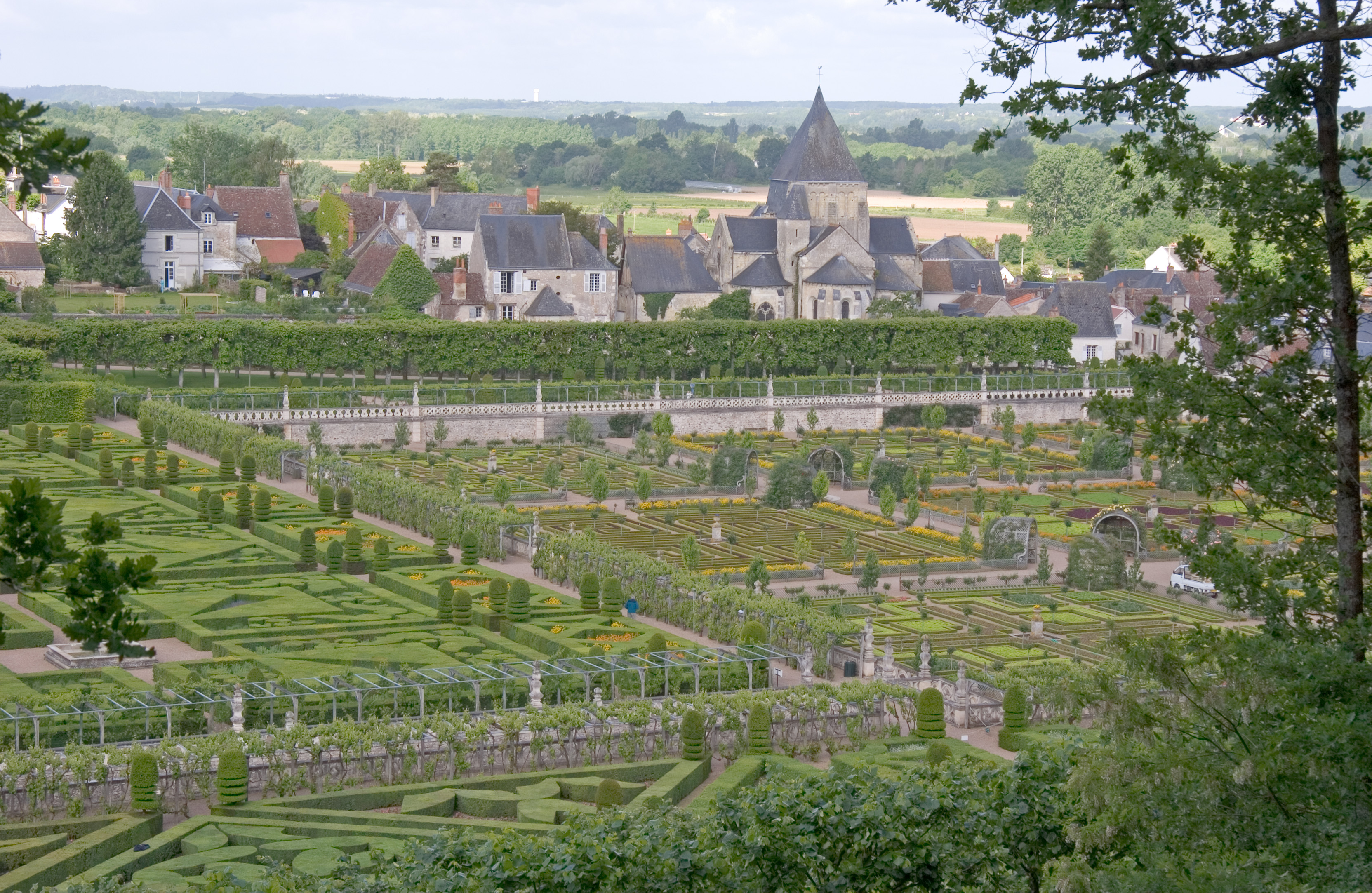